# Al-Wahda SC Aden
|  | Aquest article tracta sobre el club de futbol del Iemen. Vegeu-ne altres significats a «Al-Wahda». |

L'Al-Wahda Sports Club d'Aden (àrab: نادي الوحدة الرياضي الثقافي, Nādī al-Waḥda ar-Riyāḍī aṯ-Ṯaqāfī, ‘Club Esportiu Cultural de la Unitat’) és un club iemenita de futbol de la ciutat d'Aden. Al-Wahda significa Unitat.
El club va ser fundat el 17 de juliol de 1929. És el segon club més antic del país després del club Al-Tilal. El club és el resultat de la fusió, entre 1973 i 1975, dels clubs: United Youth, Al Hilal Sports Club i Faiha Sports Club.
El club va ser tres cops campió de lliga (del Iemen del Sud) els anys 1976, 1988 i 1989. Els seus colors són el verd i el blanc.

## Palmarès
- Lliga iemenita de futbol:

1976, 1988, 1989